# Lista legilor științifice numite după oameni
Acesta este o listă a legilor științifice numite după oamenii care le-au descoperit și ordonate după ordinea alfabetică a descoperitorilor.
| Legea                                          | Domeniul                            | Autorul                              |
| ---------------------------------------------- | ----------------------------------- | ------------------------------------ |
| Teorema lui Abel                               | Analiză matematică                  | Niels Henrik Abel                    |
| Legea lui Amdahl                               | Computerologie                      | Gene Amdahl                          |
| Legea lui Ampère                               | Electricitate                       | André-Marie Ampère                   |
| Legea lui Archie                               | Geologie                            | Gus Archie                           |
| Principiul lui Arhimede                        | Mecanica fluidelor                  | Arhimede                             |
| Ecuația lui Arrheniu                           | Cinetica chimică                    | Svante Arrhenius                     |
| Legea lui Avogadro                             | Termodinamică                       | Amedeo Avogadro                      |
| Teorema lui Bell                               | Mecanică cuantică                   | John Stewart Bell                    |
| Legea Beer–Lambert                             | Optică                              | August Beer, Johann Heinrich Lambert |
| Principiul lui Bernoulli Ecuația lui Bernoulli | Fizică                              | Daniel Bernoulli                     |
| Legea Biot-Savart                              | Electrodinamică, Dinamica fluidelor | Jean Baptiste Biot și Félix Savart   |
| Legea lui Birch                                | Geofizică                           | Francis Birch                        |